# Étienne François de Choiseul
Étienne-François, graaf de Stainville, hertog de Choiseul (Nancy, 28 juni 1719 – Parijs, 8 mei 1785) was een Franse militaire officier, diplomaat en staatsman. Tussen 1758-1761 en 1766-1770 was hij minister van Buitenlandse Zaken en had een sterke invloed op de globale strategie van Frankrijk. Hij wordt vooral geassocieerd met de Franse nederlaag in de Zevenjarige Oorlog en zijn opeenvolgende pogingen om het Franse prestige te herwinnen.

## Opkomst
Hij was de oudste zoon van François Joseph de Choiseul, markies van Stainville (1700-1770) en werd geboren in het hertogdom Lotharingen. Zijn vader was een van de belangrijkste adviseurs van hertog Leopold van Lotharingen, die regeerde over een onafhankelijke Franssprekende staat met nauwe culturele en politieke banden met Frankrijk. Bij zijn geboorte kreeg Étienne François de titel van graaf. In 1737 werd hertog Frans III (die later Heilig Rooms keizer werd onder de naam Frans I Stefan) gedwongen Lotharingen op te geven om staatshoofd van Toscane in Italië te worden. Omdat Étienne François zich realiseerde dat verdere loyaliteit aan het huis Lotharingen zijn mogelijkheden zou tegenhouden, besloot hij zijn trouw aan Frankrijk aan te bieden.
Nadat hij ervaring opdeed bij de Russisch-Turkse Oorlog van 1735-1739, nam Choiseul dienst in het Franse leger, en tijdens de Oostenrijkse Successieoorlog diende hij in Bohemen (1741) en Italië (1744), waar hij zich onderscheidde in de Slag bij Coni. Hij was ook aanwezig bij de Slag bij Dettingen in Duitsland, waarbij hij het nieuws van de Franse nederlaag moest overbrengen naar Parijs. Choiseul was zeer geschokt door wat hij had gezien bij de Franse troepen in Dettingen en beschreef dit als "onverschilligheid en onwetendheid". Deze ervaringen verklaarden zijn latere hervormingen van het Franse leger.
Nog tijdens de Oostenrijkse Successieoorlog nam hij van 1745 tot 1748 deel aan de Franse aanval in de Oostenrijkse Nederlanden en was aanwezig bij de veldslagen bij Bergen, Charleroi en Maastricht. Hij kreeg er de rang van luitenant-generaal en huwde in 1750 met Louise Honorine Crozat (1737-1801), de dochter van de markies du Châtel. Zij bracht haar echtgenoot haar deel van het enorme fortuin van haar grootvader Antoine Crozat.

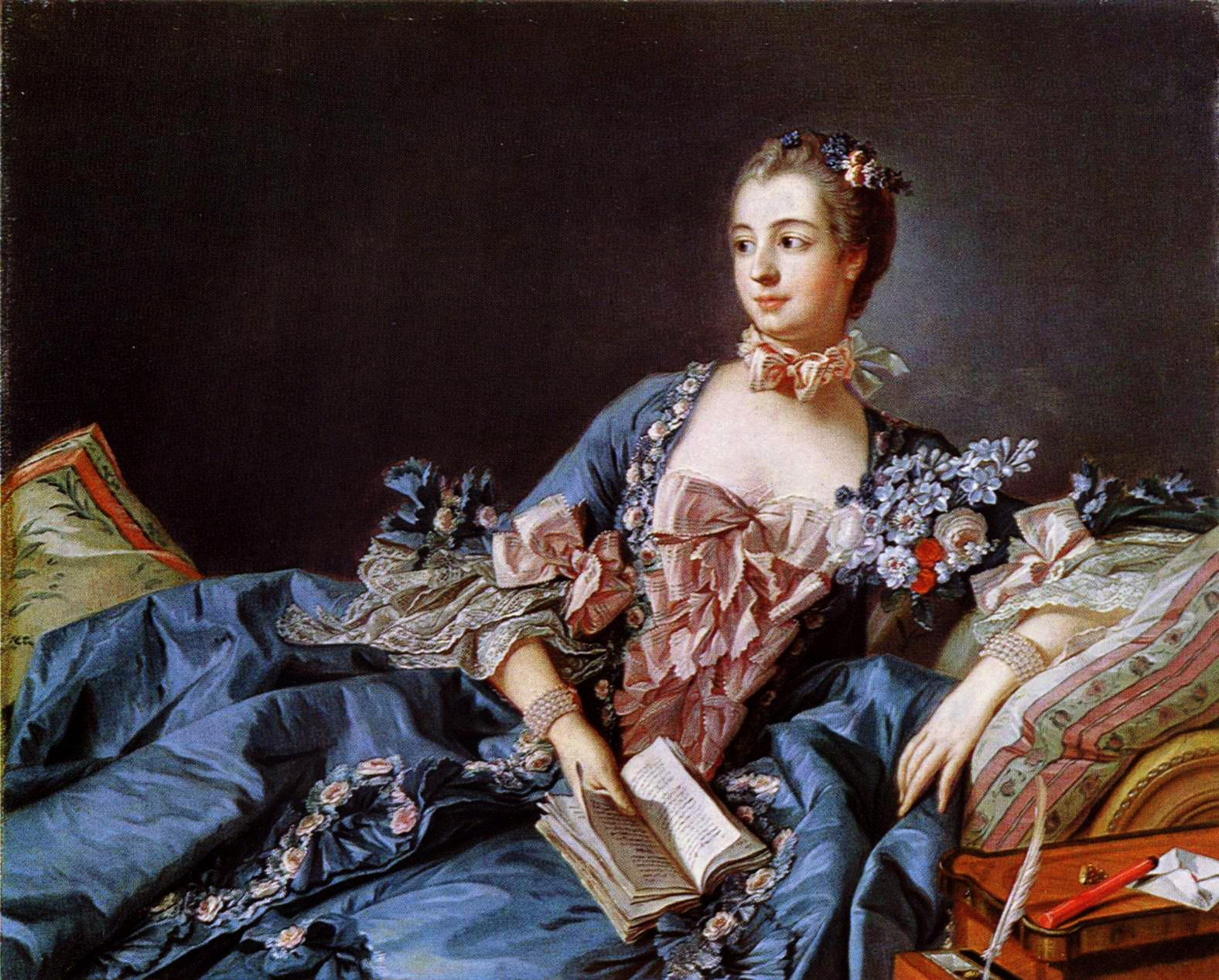
Choiseul kon aan de macht komen, grotendeels door het feit dat madame de Pompadour zijn mecenas was aan het hof.

Choiseul verkreeg de gunst van madame de Pompadour door haar brieven te sturen die koning Lodewijk XV van Frankrijk stuurde naar de vrouw van zijn neef, Charlotte-Rosalie de Romanet (de gravin van Choiseul-Baupré), met wie Lodewijk een intrige had gevoerd. Hij werd benoemd tot schout in de Vogezen en in 1753 werd hij ambassadeur naar Rome, waar hij toevertrouwd werd met de onderhandelingen betreffende de onrust die veroorzaakt werd door de pauselijke bul Unigenitus. Hij toonde zich bekwaam in zijn taak en in 1757 kon Madame de Pompadour verkrijgen dat hij naar Wenen werd gestuurd, waar hij gevraagd werd om een nieuwe alliantie tussen Frankrijk en Oostenrijk te smeden. Hij was een van de hoofdauteurs van het Verdrag van Versailles dat in mei 1757 ondertekend werd. Hierin beloofden Frankrijk en Oostenrijk elkaar te steunen in de oorlog tegen Pruisen.

## Ministerschap

### De Zevenjarige Oorlog
Zijn succes in Wenen opende de weg tot een ruimere carrière en in 1758 volgde hij kardinaal de Bernis op als minister van Buitenlandse Zaken. Hierdoor kon hij mee de Franse buitenlandse en militaire politiek bepalen gedurende de Zevenjarige Oorlog. In 1759 plande hij een ambitieuze invasie van Groot-Brittannië, die werd tegengehouden door nederlagen van de Franse marine in de Zeeslag bij Lagos en de Slag bij Quiberon. Zijn andere hoofdplan in 1759 was een aanval op Hannover. Dit mislukte ook wegens de Franse nederlaag in de Slag bij Minden. Tussen 1759 en 1762 waren de meeste Franse treffen in Duitsland ook onsuccesvol.

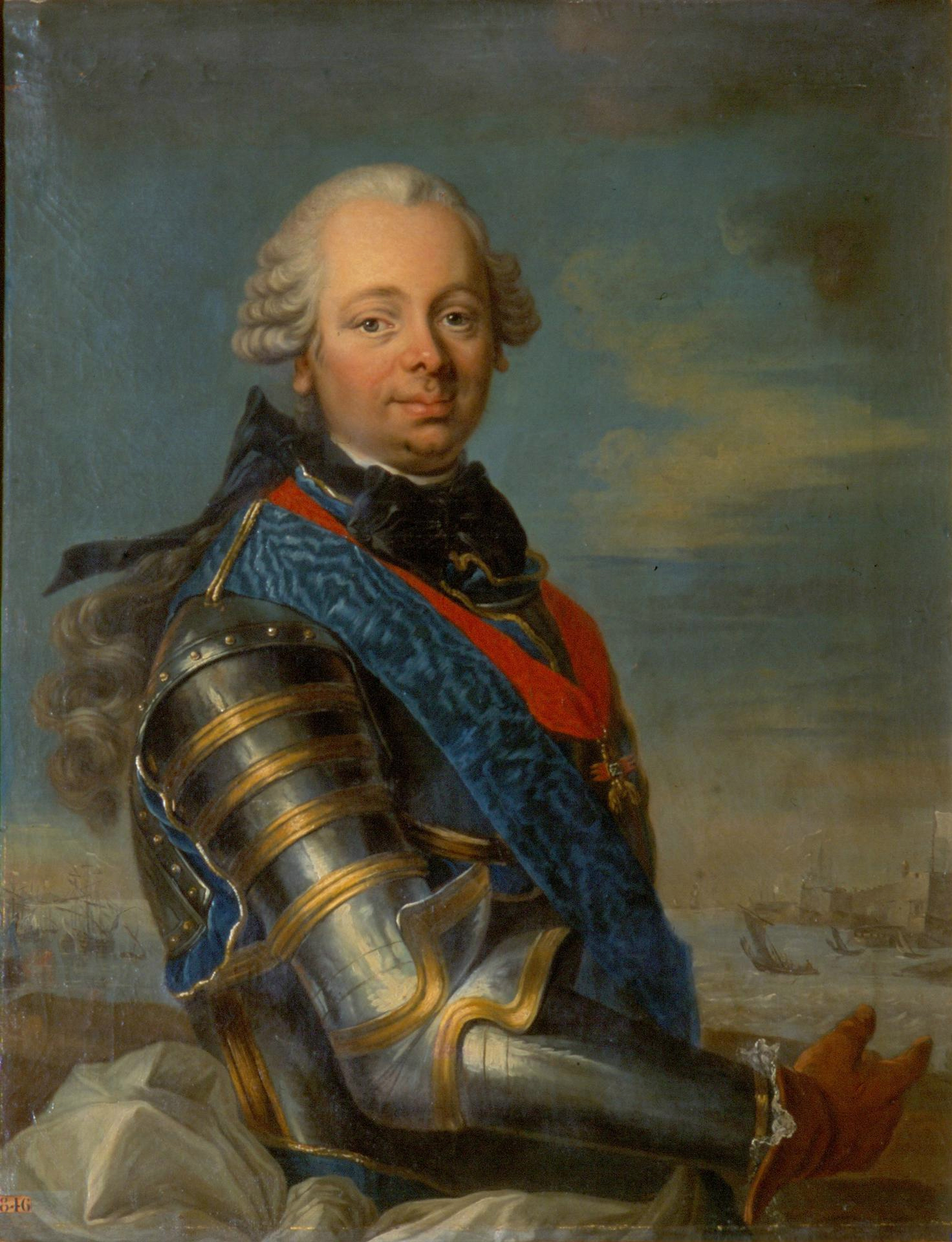
Etienne-François de Choiseul met harnas terwijl hij zijn linten van de Orde van de Heilige Geest en de Orde van het Gulden Vlies draagt. Een portret uit het midden van de 18e eeuw.

Rond deze periode werd Choiseul pair van Frankrijk en kreeg hij de titel "hertog van Choiseul". Hoewel in de periode 1761-1766 zijn neef César Gabriel de Choiseul (de hertog van Praslin) minister van Buitenlandse Zaken was, bleef Etienne François tot in 1770 de controle op de Franse politiek behouden en vervulde de meeste belangrijke mandaten die de Staat aanbood. Als auteur van het Pacte de Famille probeerde hij ook een alliantie met het Spaanse Bourbonhuis te smeden, maar Spanje weigerde echter wegens de desastreuze resultaten van de Frans-Oostenrijkse resultaten. Zijn doortastende politiek in andere departement of staten was echter wel succesvol.
Choiseul kwam aan de macht in een periode dat er in Frankrijk demoralisatie heerste na de nederlagen bij de Slag bij Roßbach en de Slag bij Krefeld. Met stoutmoedigheid en energie hervormde en verstevigde hij zowel het leger en de marine, maar toch was het te laat om het verlies van Canada en India tegen te gaan. Vervolgens ging hij Franse kolonies ontwikkelen op de Antillen en San Domingo.
Zijn beheer van de binnenlandse politiek stemde in het algemeen de filosofen tevreden. Hij liet toe dat de Encyclopédie uitgegeven werd en verbande de jezuïeten en hun organisatie werd verboden. Dit laatste was het bevel van paus Clemens XIV.

### Het herwinnen van de Franse macht
In de jaren die volgden na de Vrede van Parijs in 1763, probeerde Choiseul het Franse leger te hervormen. Gealarmeerd door de Britse overwinning in de Zevenjarige Oorlog en hun zichtbare hegemonie die daarop volgde, probeerde hij Spaanse steun te verkrijgen voor een nieuwe oorlog tegen Groot-Brittannië. Hij stelde plannen op voor een invasie. Om de Franse territoriale gebieden die verloren waren te compenseren, bracht hij Corsica en Lotharingen onder de kroon van Frankrijk en leidde de verovering van Corsica in goede banen. Hij voerde ook een intrige uit om Guyana te veroveren, maar dit mislukte. In de late jaren 1760 werd hij ongerust vanwege de groeiende macht van Rusland in de Baltische Zee en beschuldigde hij Groot-Brittannië ervan Rusland te helpen in het vormen van een noordelijke liga tegen Frankrijk. Om dit tegen te gaan, wilde hij de macht van Catharina de Grote verzwakken door de Ottomanen aan te moedigen Rusland aan te vallen.
De val van Choiseul werd vooral veroorzaakt door zijn acties tegen de jezuïeten, die gesteund werden door zijn opponent La Chalotais en de provinciale parlementen. Na de dood van Madame de Pompadour in 1764, werden zijn vijanden (aan het hof aangevoerd door Madame du Barry, de nieuwe minnares van de koning, en kanselier Maupeou) te sterk. In een poging de Oostenrijkse alliantie te stimuleren, arrangeerde Choiseul het huwelijk van de dauphin (de latere koning Lodewijk XVI) met Marie Antoinette van Oostenrijk, de dochter van keizerin Maria Theresia en Heilig Rooms keizer Frans I Stefan. Choiseul beschouwde dit huwelijk als een persoonlijke triomf en geloofde dat dit de Franse machtspositie zou vergroten.
In 1770 dreigde een conflict tussen Groot-Brittannië en Spanje over de Falklandeilanden tot een oorlog uit te groeien. Als deel van zijn lange strategie om de Britse hegemonie te stoppen, was Choiseul een supporter van Spanje en mobiliseerde hij het Franse leger ter voorbereiding van de oorlog. Lodewijk XV, die graag vrede wilde nadat oorlogen zijn hele regeerperiode hadden gedomineerd, was kwaad toen hij het vernam. Choiseul werd afgezet en gedwongen terug te keren naar zijn landgoed in Chanteloup. Uiteindelijk werd de crisis vredevol afgesloten door Groot-Brittannië en Spanje.

## Pensioen

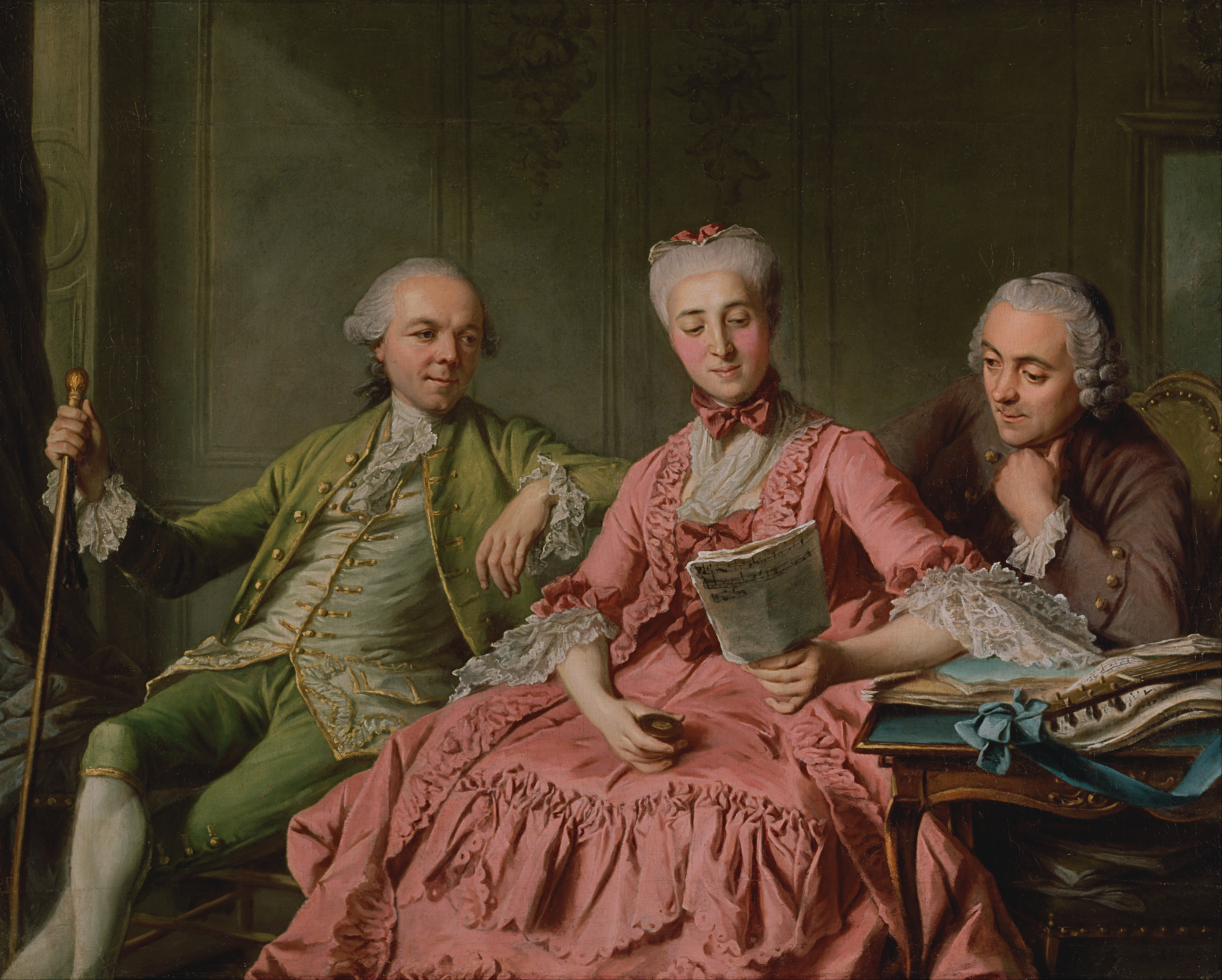
Choiseul met Madame de Brionne en Abbé Barthélemy in 1775.

Ondanks de intriges tegen hem, groeide de populariteit van Choiseul, die al zeer groot was, en tussen 1770 en 1774 kreeg hij op zijn landgoed bezoek van verschillende belangrijke persoonlijkheden. Ook leefde hij in grote rijkdom.
Zijn opvolger als minister van Buitenlandse Zaken werd de hertog d'Aiguillon, wiens politiek grotendeels gelijk was aan die van Choiseul. Aiguillon was echter een groter voorstander van een absolute monarchie dan Choiseul, en behoorde tot de groep rond Madame du Barry. Toen Choiseul zich voorbereidde om van Parijs naar zijn landgoed te gaan, kwamen veel mensen als teken van steun afscheid van hem nemen. 
Tot zijn grote ontgoocheling herstelde de nieuwe koning Lodewijk XVI hem in 1774 niet in zijn functie. Hem werd echter wel toegestaan terug te keren naar Parijs, waar hij in mei 1785 in zijn privé residentie (het Hôtel Delaunay) overleed. Hij werd begraven in Chanteloup. Hij liet zijn vrouw achter met grote schulden, die ze nauwgezet terugbetaalde tot aan haar eigen overlijden in december 1801.

## Herdenking en populaire cultuur
- Het eiland Choiseul, het grootste eiland van de Salomoneilanden, is naar hem vernoemd.
- De zeestraat Choiseul Sound in Oost-Falkland is eveneens naar hem vernoemd.
- In de film Madame de Barry uit 1934 werd hij vertolkt door Henry O'Neill.